# Alenka Kürner
Alenka Kürner (* 31. Januar 1986 in Radovljica) ist eine ehemalige slowenische Skirennläuferin. Sie wurde 2005 slowenische Meisterin in der Kombination und gewann die Bronzemedaille im Slalom der Universiade 2007.

## Biografie
Kürner nahm ab der Saison 2001/2002 an FIS-Rennen und nationalen Meisterschaften teil. Im Europacup startete sie von Februar 2003 bis zum Ende der Saison 2007/2008, konnte aber nur unregelmäßig punkten. Als bestes Europacupresultat erzielte sie den fünften Platz im Slalom von Melchsee-Frutt am 5. Januar 2007, weitere vier Mal fuhr sie unter die schnellsten zehn. An Juniorenweltmeisterschaften nahm Kürner von 2003 bis 2006 teil. Dabei erzielte sie mehrere Top-20-Resultate und als bestes Ergebnis den zehnten Platz in der Kombination 2006.
Auf nationaler Ebene war Kürners größter Erfolg der Gewinn des slowenischen Meistertitels in der Kombination 2005. Im Weltcup kam sie nur einmal zum Einsatz: Sie startete am 23. Januar 2005 im Slalom von Maribor, verpasste jedoch als 49. des ersten Durchganges die Qualifikation für den zweiten Lauf der besten 30 um über eineinhalb Sekunden. Als Studentin der Universität Ljubljana nahm Kürner an drei Universiaden teil. Dabei erreichte sie 2005 den vierten Platz im Super-G und 2007 den dritten Platz im Slalom. Nachdem sie ab der Saison 2008/2009 sonst an keinen Wettbewerben mehr teilgenommen hatte, startete sie im Februar 2009 noch einmal bei der Universiade in China, kam diesmal aber nicht über einen zwölften Platz hinaus.

## Erfolge

### Juniorenweltmeisterschaften
- Briançonnais 2003: 27. Super-G, 28. Riesenslalom, 38. Abfahrt
- Maribor 2004: 14. Kombination, 20. Slalom, 21. Riesenslalom, 21. Super-G, 43. Abfahrt
- Bardonecchia 2005: 17. Riesenslalom, 17. Abfahrt
- Québec 2006: 10. Kombination, 16. Slalom, 21. Super-G, 29. Riesenslalom, 36. Abfahrt

### Weitere Erfolge
- Bronzemedaille im Slalom der Universiade 2007
- Slowenische Meisterin in der Kombination 2005
- 5 Top-10-Platzierungen im Europacup